# Synagoga Orach Chaim w Knyszynie
Synagoga Orach Chaim w Knyszynie – nieistniejąca synagoga znajdująca się w Knyszynie przy rynku na zapleczu ulicy Grodzieńskiej.
Synagoga została zbudowana w latach 1898–1900. W latach 1934–1935 została przebudowana. Podczas II wojny światowej po wkroczeniu wojsk radzieckich do Knyszyna synagoga została częściowo zdewastowana i przeznaczona na magazyn pasz. Wówczas została gruntownie przebudowana, usunięto wszystkie detale architektoniczne oraz zmieniono dach na czterospadowy. W latach 1982–1986 została ostatecznie rozebrana.
Murowany budynek synagogi wzniesiono na planie prostokąta w stylu neoklasycystycznym. Wewnątrz, we wschodniej części, znajdowała się główna sala modlitewna, do której wchodziło się przez przedsionek, nad którym na piętrze znajdował się babiniec. Całość była nakryta dachem dwuspadowym, na szczytach i w narożnikach, którego znajdowały się gwiazdy Dawida. Na frontonie ściany wschodniej umieszczone były tablice Dekalogu. Główną salę modlitewną oświetlało dziesięć wysokich półokrągle zakończonych okien rozczłonkowanych pilastrami. 
Po przebudowie z czasów wojny synagoga utraciła wszystkie swoje detale architektoniczne oraz symbole religijne. Zmieniono kształt okien na prostokątne oraz dach na czterospadowy, zwany kopertowym.